# العلاقات النمساوية الإيرانية
العلاقات النمساوية الإيرانية هي العلاقات الثنائية التي تجمع بين النمسا وإيران.

## مقارنة بين البلدين
هذه مقارنة عامة ومرجعية للدولتين:
| وجه المقارنة                                              | النمسا                                                    | إيران                    |
| --------------------------------------------------------- | --------------------------------------------------------- | ------------------------ |
| المساحة (كم2)                                             | 83.86 ألف                                                 | 1.65 مليون               |
| عدد السكان (نسمة)                                         | 8.81 مليون                                                | 79.97 مليون              |
| الكثافة السكانية (ن./كم²)                                 | 105.06                                                    | 48.47                    |
| العاصمة                                                   | فيينا                                                     | طهران                    |
| اللغة الرسمية                                             | اللغة الألمانية، لغة الإشارة النمساوية ‏                   | لغة فارسية               |
| العملة                                                    | يورو، شلن نمساوي، رايخ مارك، شلن نمساوي                   | ريال إيراني              |
| الناتج المحلي الإجمالي (بليون دولار)                      | 416.60 مليار                                              | 439.51 مليار             |
| الناتج المحلي الإجمالي (تعادل القوة الشرائية) بليون دولار | 426.99 مليار                                              | 1.36 تريليون             |
| الناتج المحلي الإجمالي الاسمي للفرد دولار أمريكي          | 43.77 ألف                                                 |                          |
| الناتج المحلي الإجمالي للفرد دولار أمريكي                 | 47.68 ألف                                                 |                          |
| مؤشر التنمية البشرية                                      | 0.885                                                     | 0.766                    |
| رمز المكالمات الدولي                                      | +43                                                       | +98                      |
| رمز الإنترنت                                              | .at                                                       | .ir،                     |
| المنطقة الزمنية                                           | توقيت وسط أوروبا، ت ع م+01:00، ت ع م+02:00، أوروبا/فيينا ‏ | ت ع م+03:30، توقيت إيران |

## منظمات دولية مشتركة
يشترك البلدان في عضوية مجموعة من المنظمات الدولية، منها:
| علم المنظمة | اسم المنظمة                        | تاريخ انضمام النمسا | تاريخ انضمام إيران |
| ----------- | ---------------------------------- | ------------------- | ------------------ |
|             | مؤسسة التنمية الدولية              | 28 يونيو 1961       | 10 أكتوبر 1960     |
|             | يونسكو                             | 13 أغسطس 1948       | 6 سبتمبر 1948      |
|             | وكالة ضمان الاستثمار متعدد الأطراف | 16 ديسمبر 1997      | 15 ديسمبر 2003     |
|             | الأمم المتحدة                      | 14 ديسمبر 1955      | 24 أكتوبر 1945     |
|             | الفريق المعني برصد الأرض           | ?                   | ?                  |
|             | الاتحاد البريدي العالمي            | ?                   | ?                  |
|             | البنك الدولي للإنشاء والتعمير      | 27 أغسطس 1948       | 29 ديسمبر 1945     |
|             | منظمة حظر الأسلحة الكيميائية       | ?                   | ?                  |
|             | مؤسسة التمويل الدولية              | 28 سبتمبر 1956      | 28 ديسمبر 1956     |
|             | منظمة الشرطة الجنائية الدولية      | ?                   | ?                  |

## وصلات خارجية
- موقع وزارة الخارجية النمساوية
- موقع وزارة الخارجية الإيرانية